# Epirinus aeneus
Epirinus aeneus är en skalbaggsart som beskrevs av Christian Rudolph Wilhelm Wiedemann 1823. Epirinus aeneus ingår i släktet Epirinus och familjen bladhorningar. Inga underarter finns listade i Catalogue of Life.